# Narcinops
Narcinops is een geslacht uit de familie van de stroomroggen (Narcinidae). Roggen uit deze familie kunnen elektrische schokken geven, maar doen dit alleen ter verdediging of om prooien te verlammen. Ze leven op zeebodems en zijn eierlevendbarend. De soorten uit dit geslacht werden in het verleden tot het geslacht Narcine gerekend. 

## Lijst van soorten[1]
- Narcinops lasti  Carvalho & Séret, 2002
- Narcinops nelsoni  Carvalho, 2008
- Narcinops ornatus  Carvalho, 2008
- Narcinops tasmaniensis  Richardson, 1841
- Narcinops westraliensis  McKay, 1966